# Pedro Sousa
Pedro Sousa (27 de mayo de 1988, Lisboa) es un ex-tenista profesional portugués. Al 2 de agosto de 2021 ocupa el puesto 125 en el ranking ATP.
Su ranking más alto a nivel individual fue el puesto 99, alcanzado el 18 de febrero de 2019. A nivel de dobles alcanzó el puesto 241 el 22 de julio de 2013. No posee en su palmarés títulos ATP pero sí del circuito ITF con 4 títulos a nivel individual. No ha cosechado hasta el momento títulos en dobles.

## Títulos ATP (0; 0+0)

### Individual (0)
| Leyenda                         |
| Grand Slam (0)                  |
| ATP World Tour Finals (0)       |
| ATP World Tour Masters 1000 (0) |
| ATP World Tour 500 (0)          |
| ATP World Tour 250 (0)          |

#### Finalista (1)
| N.º | Fecha                 | Torneo       | Superficie    | Oponente en la final | Resultado |
| --- | --------------------- | ------------ | ------------- | -------------------- | --------- |
| 1.  | 16 de febrero de 2020 | Buenos Aires | Tierra batida | Casper Ruud          | 1-6, 4-6  |

## FinalesChallengers
| Leyenda               | Individuales | Dobles |
| --------------------- | ------------ | ------ |
| ATP Challenger Series | 1            | 0      |

### Individual
| Resultado | N.º | Fecha      | Torneo                    | Superficie    | Oponentes            | Resultado   |
| --------- | --- | ---------- | ------------------------- | ------------- | -------------------- | ----------- |
| Finalista | 1.  | 16.11.2013 | Challenger de Guayaquil   | Tierra batida | Leonardo Mayer       | 4–6, 5–7    |
| Ganador   | 1.  | 30.04.07   | Challenger de Francavilla | Tierra batida | Alessandro Giannessi | 6–3, 7–6(3) |
| Finalista | 2.  | 30.07.2017 | Challenger de Tampere     | Tierra batida | Calvin Hemery        | 3–6, 4–6    |

### Dobles
| Resultado | N.º | Fecha      | Torneos                      | Superficie    | Pareja        | Oponentes                    | Resultado |
| --------- | --- | ---------- | ---------------------------- | ------------- | ------------- | ---------------------------- | --------- |
| Finalista | 1.  | 20.10.2012 | Challenger de Río de Janeiro | Tierra batida | Frederico Gil | Marcelo Demoliner João Souza | 6–2, 6–4  |